# 빅 바퍼
자일스 페리 "J. P." 리처드슨 2세(Jiles Perry "J. P." Richardson Jr., 1930년 10월 24일 ~ 1959년 2월 3일)는 예명 빅 바퍼(The Big Bopper)로 잘 알려진 미국의 음악가, 작곡가, 디스크 자키다. 로커빌리적 외모, 스타일, 음성, 늡늡한 성격으로써 초기 로큰롤 스타가 되었다. 1958년 노래 〈Chantilly Lace〉로 가장 유명하다.
1959년 2월 3일 아이오와주 클리어레이크에서, 버디 홀리, 리치 밸런스, 조종사 로저 피터슨과 비행기 사고로 사망했다. 이 사고는, 1971년 노래 〈American Pie〉에서 묘사된 "음악이 죽은 날"로도 유명하다.

## 참고 문헌
- Escott, Colin (1998). "The Big Bopper (J.P. Richardson)". In The Encyclopedia of Country Music. Paul Kingsbury, Editor. New York: Oxford University Press. p. 35, ISBN 978-0195395631
- Tribute: The Day the Music Died at The Death of Rock: The Archive